# Mauro Airez
Mauro Gabriel Airez (Verónica, 26 de octubre de 1968) es un futbolista retirado argentino que jugaba como delantero. Fue medallista de bronce en los Juegos Panamericanos de 1987 y participó en los Juegos Olímpicos de Verano de 1988. Posteriormente representó a Argentina a nivel internacional.

## Trayectoria
Airez nació en Verónica, Partido de Punta Indio y llegó a Gimnasia y Esgrima La Plata a los 18 años, compitiendo brevemente por las categorías inferiores, antes de debutar con el equipo principal, ayudando al equipo a lograr un quinto lugar en la temporada 1987-88 y sumando más de 50 partidos de liga en dos temporadas.
En 1989, pasó a Argentinos Juniors, permaneciendo sólo una temporada, llegando a la selección argentina, jugando junto a Diego Maradona, Diego Simeone y Fernando Redondo. En 1991, tuvo un breve paso por Independiente de Avellaneda, antes de pasar al Bari italiano, un año después.
Sin competir en los Biancorossi, el Bari pretendía enviarlo a Portugal, por lo que pidió consejo a Héctor Yazalde, y éste rápidamente le dijo que debía hacerlo. Su primera temporada en el equipo de Belém fue en la segunda división, anotando once goles, la mejor marca de su carrera.
Después de seis temporadas, el jugador de 27 años fichó por el Benfica en diciembre de 1995, debutando el 12 de enero de 1996, apareciendo esporádicamente durante los 18 meses que estuvo allí, actuando como segunda opción de jugadores como Donizete o Valdir Bigode; su mayor logro llegó en la final de la Copa de Portugal de 1996, con el Benfica derrotando al Sporting CP por 3-1 y Aírez anotando el primer gol.
En 1997, se mudó al Estrela da Amadora, ayudando al equipo a terminar en séptimo lugar en la temporada 1997-98, terminando su carrera un año después, en Estoril-Praia, a los 31 años. 

### Selección nacional
Integró el combinado argentino que ganó la medalla de bronce en el torneo de fútbol de los Juegos Panamericanos de 1987 y disputó el torneo de fútbol masculino de los Juegos Olímpicos de Seúl 1988.
Posteriormente recibió cuatro convocatorias para actuar con la selección de fútbol de Argentina entre 1989 y 1990.

## Clubes
| Club                        | País      | Año       |
| --------------------------- | --------- | --------- |
| Gimnasia y Esgrima La Plata | Argentina | 1987-1989 |
| Argentinos Juniors          | Argentina | 1989-1990 |
| Independiente               | Argentina | 1990-1991 |
| Bari                        | Italia    | 1991      |
| Belenenses                  | Portugal  | 1991-1995 |
| Benfica                     | Portugal  | 1996-1997 |
| Estrela da Amadora          | Portugal  | 1997-1998 |
| Estoril Praia               | Portugal  | 1998-1999 |

## Vida personal
En el presente luego de su carrera como futbolista se dedica a ser asistente electricista en set de grabación de Portugal.

## Palmarés

### Campeonatos nacionales
| Título           | Club    | País     | Año     |
| ---------------- | ------- | -------- | ------- |
| Copa de Portugal | Benfica | Portugal | 1995–96 |